# Alessandro Amici
Alessandro Amici (Pesaro, 10 luglio 1991) è un cestista italiano, di ruolo guardia o ala piccola.

## Carriera

### Club
Cresciuto nel settore giovanile di Pesaro, nel 2009-10 fa il salto di categoria, disputando la Serie B in prestito con la Goldengas Senigallia.
Nella stagione successiva disputa la Legadue 2010-11 con la maglia dell'Andrea Costa Imola, mettendo a referto 29 presenze e 81 punti complessivi. Passa poi alla Pallacanestro Firenze in Divisione Nazionale A 2011-2012, con cui colleziona 34 presenze (di cui 16 partendo dal quintetto titolare) e 489 punti.
Nel 2012-13 fa ritorno a Pesaro, prendendo così parte al campionato di Serie A. Nel gennaio 2014 scende di categoria passando in prestito fino a fine stagione alla Mobyt Ferrara. Nel luglio dello stesso anno firma un contratto biennale con la società estense.
Nel luglio del 2015 viene ingaggiato dalla Pallacanestro Mantovana militando sempre in Serie A2. Dopo le buone prestazioni con la maglia biancorossa, viene confermato dalla società virgiliana anche per la stagione successiva. Nel giugno 2017 si trasferisce alla Fortitudo Pallacanestro Bologna. Nel luglio del 2018 firma con la neopromossa EBK Roma, militante nel Girone Ovest del Campionato di Serie A2. Il 27 febbraio 2019 a poche ore dalla chiusura del mercato di riparazione, passa all'APU Udine fino al termine del campionato. Il 2 luglio dello stesso anno viene ingaggiato dalla Pallacanestro Trapani. Il 10 dicembre successivo fa ritorno all'EBK Roma firmando con la società romana, fino a fine stagione. Nel gennaio 2021 firma per l'N.P.C. Rieti. Il 16 luglio successivo, firma per il Chieti Basket 1974. Il 6 luglio 2022 fa ritorno dopo sette anni, al Kleb Basket Ferrara, che deve lasciare a metà stagione a causa dei problemi economici del club e terminando la stagione alla Juvi Cremona sempre in A2.
A ottobre 2023, firma con la Nuova Pallacanestro Vigevano, militante in A2 nel girone verde. Durante il marzo 2024, tuttavia, la società annuncia la rescissione consensuale con il giocatore.
Il 2 luglio 2024, scende in B nazionale, raggiungendo l'accordo con la Virtus Lumezzane.

### Nazionale
Nel 2006 ottiene la sua prima convocazione dagli azzurri, con l'Italia under 16.
Alessandro fa parte, insieme a Traini, Polonara e Santiangeli, di quel gruppo di cestisti marchigiani nati nel '91-'92 in grado di vestire la maglia azzurra.
Il 16 dicembre 2012 ha esordito in nazionale maggiore, disputando l'All Star Game contro la selezione dei migliori giocatori stranieri della Serie A.

## Statistiche
| Cronologia completa delle presenze e dei punti in Nazionale - Italia | Cronologia completa delle presenze e dei punti in Nazionale - Italia | Cronologia completa delle presenze e dei punti in Nazionale - Italia | Cronologia completa delle presenze e dei punti in Nazionale - Italia | Cronologia completa delle presenze e dei punti in Nazionale - Italia | Cronologia completa delle presenze e dei punti in Nazionale - Italia | Cronologia completa delle presenze e dei punti in Nazionale - Italia | Cronologia completa delle presenze e dei punti in Nazionale - Italia |
| Data                                                                 | Città                                                                | In casa                                                              | Risultato                                                            | Ospiti                                                               | Competizione                                                         | Punti                                                                | Note                                                                 |
| -------------------------------------------------------------------- | -------------------------------------------------------------------- | -------------------------------------------------------------------- | -------------------------------------------------------------------- | -------------------------------------------------------------------- | -------------------------------------------------------------------- | -------------------------------------------------------------------- | -------------------------------------------------------------------- |
| 16/12/2012                                                           | Biella                                                               | Italia                                                               | 107 - 92                                                             | World Stars                                                          | Amichevole                                                           | 0                                                                    | [ 16 ]                                                               |
| Totale                                                               |                                                                      | Presenze                                                             | 1                                                                    |                                                                      | Punti                                                                | 0                                                                    |                                                                      |